# فرودگاه گرنتس پس
فرودگاه گرنتس پس (به انگلیسی: Grants Pass Airport) یک فرودگاه همگانی است که یک باند فرود آسفالت دارد و طول باند آن ۱۲۱۹ متر است. این فرودگاه در شهر گرنتس پاس، اورگن کشور ایالات متحده آمریکا قرار دارد و در ارتفاع ۳۴۳٫۲ متری از سطح دریا واقع شده‌است.